# Markovac (Mladenovac)
Pour les articles homonymes, voir Markovac.

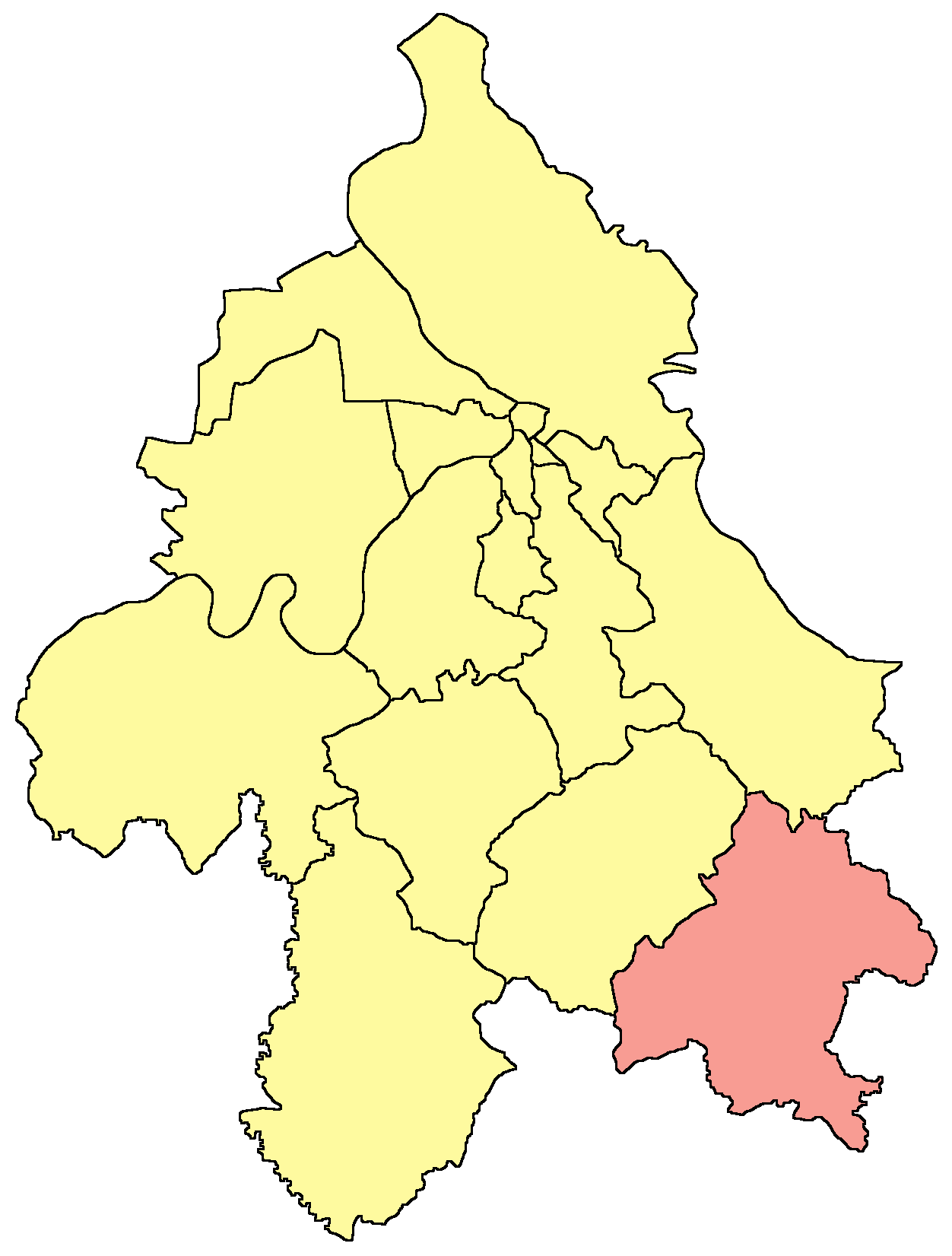
Localisation de la municipalité de Mladenovac dans la Ville de Belgrade

Markovac (en serbe cyrillique : Марковац) est un village de Serbie situé dans la municipalité de Mladenovac et sur le territoire de la Ville de Belgrade. Au recensement de 2011, il comptait 660 habitants.

## Démographie

### Évolution historique de la population
| 1948 | 1953 | 1961 | 1971 | 1981 | 1991 | 2002 | 2011 |
| ---- | ---- | ---- | ---- | ---- | ---- | ---- | ---- |
| 702  | 737  | 728  | 668  | 693  | 689  | 674  | 660  |

|  |